# Ангелики Филипиду
Ангеликѝ Филипѝду (на гръцки: Αγγελική Φιλιππίδου) e гръцка учителка и деятелка на Гръцката въоръжена пропаганда.

## Биография
Ангелики Филипиду е родена в 1880 година в южномакедонския град Солун, тогава в Османската империя, днес в Гърция. В 1900 година става гръцка учителка в Мъглен, където се сблъсква със силното българско движение и сколо е заплашена от Вътрешната македоно-одринска революционна организация. За да не бъде убита солунското гръцко консулство я мести като учителка в зъхненското село Клепушна. В Клепушна се жени за Димитриос Филипидис, също гръцки учител.
На 12 декември 1906 година българска чета обсажда двамата учители в дома им и при нападението Ангелики Филипиду е сериозно ранена. В селото пристига серският гръцки консул Антониос Сактурис, който я откарва в болница в Сяр. По пътя Ангелики Филипиду го кара да спира по селата, за да показва на селяните раните си.
Ангелики Филипиду умира в Сяр от раните си през януари 1907 година. На сярското гробище Свето Благовещение (Евангелистрия) мраморна колона, поставена от Македонското образователно дружество, увековечава името на Ангелики Филипиду заедно с тези на Лили Цицова, Екатерина Хаджигеоргиева и Велика Трайкова.